# Jerzy Napiórkowski

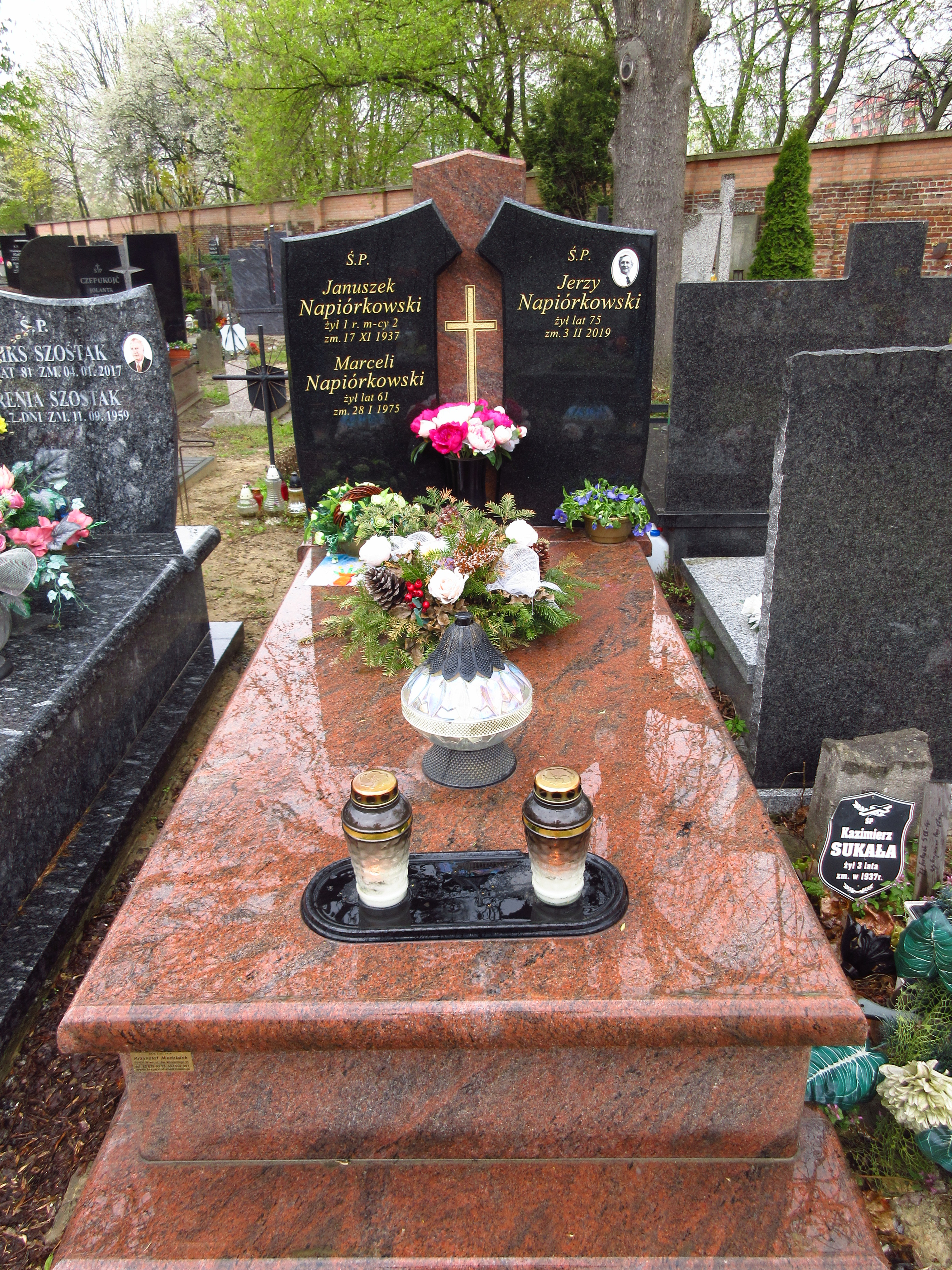
Grób Jerzego Napiórkowskiego na cmentarzu Bródnowskim

Jerzy Napiórkowski (ur. 27 lipca 1943 w Warszawie, zm. 3 lutego 2019 tamże) – polski menedżer, urzędnik państwowy i działacz partyjny, w latach 1986–1990 podsekretarz stanu w Ministerstwie Finansów.

## Życiorys
Syn Marcelego i Rozalii. Był słuchaczem rocznego Studium Politycznego Kadr Naczelnej i Centralnej Administracji Państwowej. W 1968 wstąpił do PZPR, należał do Wojewódzkiego Komitetu Kontroli Partyjnej w Warszawie (1984–1986) i do Prezydium WKKR PZPR (1986–1989). Od 1983 kierował Izbą Skarbową w Warszawie. Od 5 grudnia 1986 do 21 września (lub do grudnia) 1990 pełnił funkcję podsekretarza stanu w Ministerstwie Finansów.
W 1992 został zatrzymany przez Amerykanów w związku z zarzutami o udział tzw. aferze karabinowej (dotyczącej nielegalnego handlu bronią z Irakiem na początku lat 90.). Był w tej sprawie oskarżony w procesie karnym, ostatecznie uniewinniono go. Od 1994 do 1997 pozostawał dyrektorem generalnym Universalu, następnie kierował przedsiębiorstwem Post Scriptum, wydającym lewicowy tygodnik „Fakty”. W 1998 związał się ze spółką ASC należącą do Sobiesława Zasady. Później został szefem rady nadzorczej firmy Megagaz (budującej fragment gazociągu jamalskiego i tworzącej konsorcjum budującego fragment Rurociągu „Przyjaźń”). Zasiadł także w Komisji Budżetowej Polskiego Komitetu Olimpijskiego. Zmarł 3 lutego 2019.
Zeznawał jako świadek w sprawie tzw. afery alkoholowej przed Trybunałem Stanu.
Pochowany na cmentarzu Bródnowskim w Warszawie (kwatera 42M-1-7).